# Max Egger
Max Egger (Viena, Àustria, 26 de novembre de 1863 - 27 de novembre de 1962) fou un compositor i poeta austríac.
Estudià composició amb Seydler i Bibl. Fou un músic i poeta notable, va escriure i estrenà amb èxit les òperes:
- Der Trentajäger;
- Frau Holda;
- Der Pathe des Todes;
- Hexenliebe.